# Cộng đồng

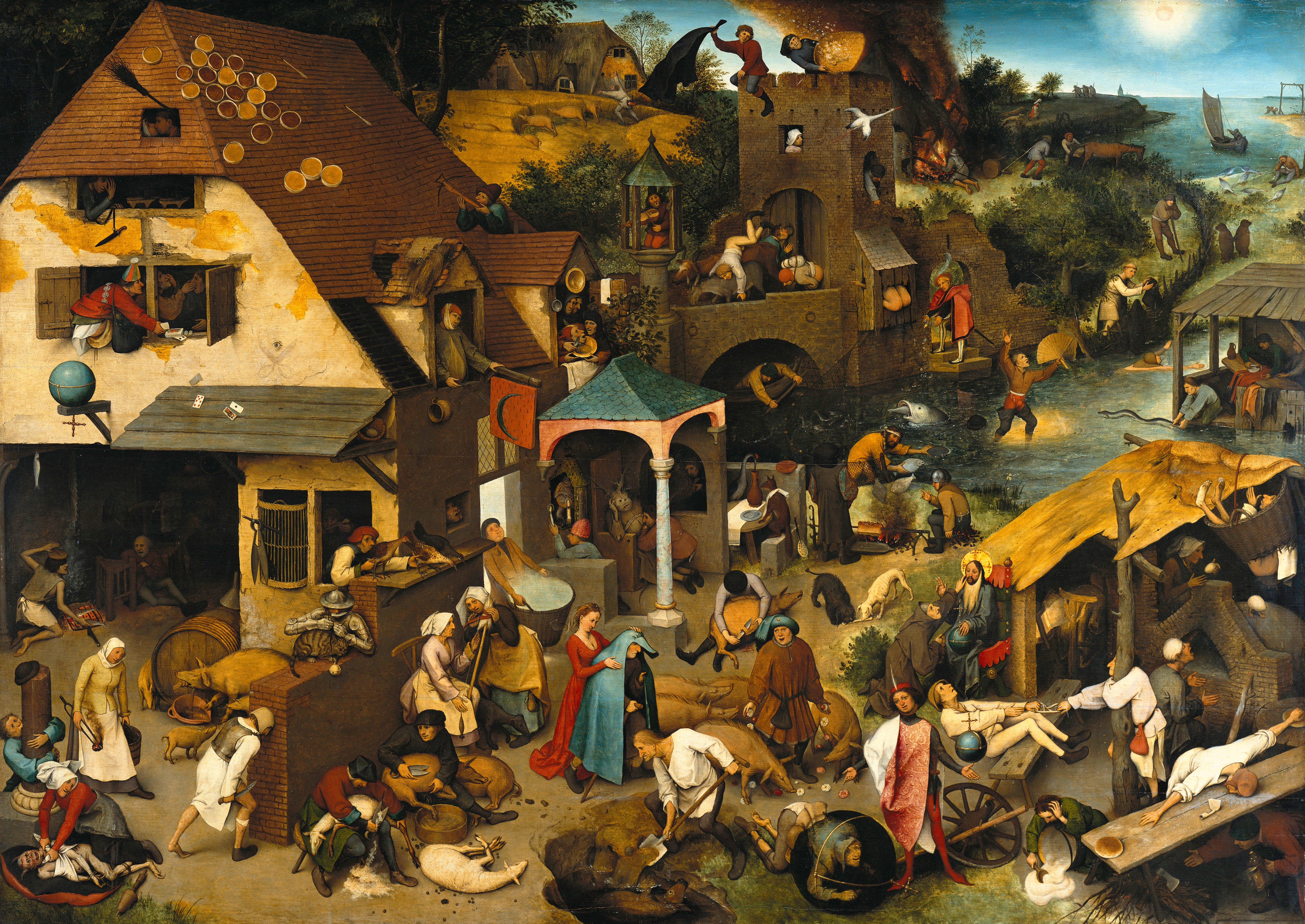
Họa phẩm Nederlandse Spreekwoorden (tạm dịch là Tục ngữ Hà Lan) mô tả về cảnh sinh hoạt thường ngày của một cộng đồng dân cư.

Một cộng đồng là một nhóm xã hội của các cá thể sống chung trong cùng một môi trường thường là có cùng các mối quan tâm chung. Trong cộng đồng người đó là kế hoạch, niềm tin, các mối ưu tiên, nhu cầu, nguy cơ và một số điều kiện khác có thể có và cùng ảnh hưởng đến đặc trưng và sự thống nhất của các thành viên trong cộng đồng. Theo Fichter cộng đồng bao gồm 4 yếu tố sau: (1) tương quan cá nhân mật thiết với nhau, mặt đối mặt, thẳng thắn chân tình, trên cơ sở các nhóm nhỏ kiểm soát các mối quan hệ cá nhân; (2) có sự liên hệ chặt chẽ với nhau về tình cảm, cảm xúc khi cá nhân thực hiện được các công việc hoặc nhiệm vụ cụ thể; (3) có sự hiến dâng về mặt tinh thần hoặc dấn thân thực hiện các giá trị xã hội được cả xã hội ngưỡng mộ; (4) có ý thức đoàn kết tập thể. Cộng đồng được hình thành trên cơ sở các mối liên hệ giữa cá nhân và tập thể dựa trên cơ sở tình cảm là chủ yếu; ngoài ra còn có các mối liên hệ tình cảm khác. Cộng đồng có sự liên kết cố kết nội tại không phải do các quy tắc rõ ràng thành văn, mà do các quan hệ sâu hơn, được coi như là một hằng số văn hóa.